# François Achille Bazaine
François Achille Bazaine, francoski maršal, * 13. februar 1811, Versailles, Francija, † 23. september 1888, Madrid, Španija.